# Gid du må blive mor til hundrede sønner
Gid du må blive mor til hundrede sønner er en dansk dokumentarfilm fra 2003, der er instrueret af Nynne Haugaard.

## Handling
5 historier om indiske kvinder, set igennem brillerne af en vesteuropæer.

## Eksterne Henvisninger
- May You Be the Mother of a Hundred Sons på Filmdatabasen